# Ixothraupis
Ixothraupis — рід горобцеподібних птахів родини саякових (Thraupidae). Представники цього роду мешкають в Центральній і Південній Америці. Раніше їх відносили до роду Танагра (Tangara), однак за результатами молекулярно-генетичного дослідження, яке показало поліфілітичність цього роду, вони були переведені до відновленого роду Ixothraupis.

## Види
Виділяють п'ять видів:
- Танагра гаянська (Ixothraupis varia)
- Танагра рудогорла (Ixothraupis rufigula)
- Танагра дроздова (Ixothraupis punctata)
- Танагра цяткована (Ixothraupis guttata)
- Танагра жовточерева (Ixothraupis xanthogastra)

## Етимологія
Наукова назва роду Ixothraupis походить від сполучення слів дав.-гр. ιξος — омела і θραυπις — дрібний птах (в орнітології означає птаха з родини саякових).